# Дьяконов, Михаил Алексеевич (чиновник)
Михаил Алексеевич Дьяконов (6 сентября 1864, Кострома — не ранее 1927) — российский и советский чиновник, действительный статский советник, управляющий Контролем над расходованием церковных имуществ (до 1917 года), контролёр в Наркомате финансов СССР.

## Биография
Родился в семье священника.
Окончил Костромское духовное училище (1878), Костромскую духовную семинарию (1884) и Санкт-Петербургскую духовную академию со степенью кандидата богословия (1888).
Помощник секретаря Санкт-Петербургского коммерческого суда по делам о торговой несостоятельности (1889),.
Помощник бухгалтера в Хозяйственном управлении при Синоде, коллежский секретарь, сотрудник журнала «Русский паломник» (1890), титулярный советник (1893).
Помощник столоначальника в Главном управлении почт и телеграфов (1894).
Контролёр (1895), старший контролёр (1902), заведующий отделением (1903), помощник управляющего (1910) и управляющий (1916) Контролем над расходованием церковных имуществ, действительный статский советник (1911).
Ревизовал типографскую отчётность и книжную торговлю (с 1895), хозяйство и отчётность духовных академий (с 1903), архиерейские дома и недвижимость, возглавлял ревизии в Палестине, Лондоне и Лиссабоне (1914–1916), консультировал думские комиссии (1915).
Награжден орденами Святой Анны 3-й и 2-й (1902) степени, Святого Владимира 4-й и 3-й (1914) степени.
В 1917 году работал в VII и IX отделах Предсоборного совета. Член Поместного собора Православной российской церкви, участвовал во всех трёх сессиях: член Хозяйственно-распорядительного совещания при Соборном совете, Комиссии по ознакомлению с финансовым положением Собора, член II, XVI отделов.
С декабря 1918 года контролёр и с января 1919 года старший контролёр Сметного отдела, с февраля заведующий Особым отделом по бюджетной части в Народном комиссариате государственного контроля. Ревизовал продорганы Ярославской и Вятской губерний.
С 1920 года заведующий сметно-операционным отделением продовольственной и сельскохозяйственной инспекции, старший контролёр в Продовольственном отделе Народного комиссариата рабоче-крестьянской инспекции, одновременно консультант по финансово-сметному делу в Главном комитете кожевенной промышленности.
С 1923 года старший инструктор-ревизор Инспекции по ревизии продорганов в Народном комиссариате продовольствия.
С 1924 года торговый инспектор в Московском губернском отделе внутренней торговли. С 1925 года старший контролёр в отделе административно-хозяйственной отчетности Финансово-контрольного управления Народного комиссариата финансов СССР.
В 1927 году уволен от службы.
Жил в Москве (Гагаринский переулок, дом 29, квартира 2). Жена — Юлия Николаевна; дочь — Анна.